# Путятин, Валентин Сергеевич
Валентин Сергеевич Путятин (27.05.1931 — 20.05.1999) — звеньевой совхоза «Воскресенский» Савинского района Ивановской области, Герой Социалистического Труда (11.12.1973).

## Биография
Родился в деревне Бальбино Савинского района Ивановской области, сын тракториста, погибшего на фронте. Окончил семилетнюю школу и курсы механизаторов.
С 1949 года работал трактористом в совхозе «Вознесенский». Проявил себя как рационализатор, по выработке на условный трактор был в числе лучших.
В 1960-е годы возглавил картофелеводческое звено, которое позже по его предложению было переведено на безнарядную аккордно-премиальную систему оплаты труда.
За счёт комплексной механизации сократил затраты труда на гектар картофеля до 5 человеко-дней вместо 22 по технологической карте, снизил себестоимость почти вдвое против плановой.
В 1973 году его звено при соцобязательствах 150 получило по 200 центнеров картофеля с гектара (в среднем по совхозу 168, по району 131).
В последующем (с 1985 г.) работал заведующим мастерскими, управляющим отделением совхоза «Воскресенский».
Жил в деревне Бальбино, в которой родился. Умер 20 мая 1999 года. Похоронен на кладбище села Воскресенское.
Герой Социалистического Труда (11.12.1973). Награждён орденом Трудового Красного Знамени (1972), медалями. Делегат XXV съезда КПСС.